# Chilhac

Chilhac este o comună în departamentul Haute-Loire, Franța. În 2009 avea o populație de 198 de locuitori.